# دوشان جورجفيتش
دوشان جورجفيتش (بالصربية: Душан Ђорђевић) مواليد 29 مارس 1983 في بلغراد، جمهورية صربيا الاشتراكية، هو لاعب كرة سلة صربي. بدأ مسيرته الاحترافية في سنة 2001. يلعب مع نادي أوستند لكرة السلة كلاعب هجوم خلفي. يحمل الرقم 20.

## المسيرة الاحترافية
لعب مع لوكوموتيف كوبان في الدوري الروسي في موسم 2003–2004، ثم لعب مع نادي إراكليس سالونيك لكرة السلة في سنة 2005، ثم لعب مع نادي بوسنا رويال لكرة السلة في موسم 2008–2009، ثم لعب مع نادي أوليمبيا لكرة السلة في موسم 2009–2010، ثم لعب مع نادي كركا لكرة السلة في موسم 2010–2011، ثم لعب مع نادي أوستند لكرة السلة في سنة 2011.

## الإنجازات
نادي بوسنا رويال لكرة السلة
- كأس البوسنة والهرسك لكرة السلة: 2009

نادي أوليمبيا لكرة السلة
- كأس سلوفينيا لكرة السلة: 2010

نادي كركا لكرة السلة
- 2010–11
- الدوري السلوفيني لكرة السلة: 2011

نادي أوستند لكرة السلة
- الدوري البلجيكي لكرة السلة الدرجة الأولى (5): 2011–12، 2012–13، 2013–14، 2014–15، 2015–16
- كأس بلجيكا لكرة السلة (5): 2013، 2013–14، 2014–15، 2015–16، 2016–17

## روابط خارجية
- دوشان جورجفيتش على موقع الاتحاد الدولي لكرة السلة (الإنجليزية)
- دوشان جورجفيتش على موقع الدوري الأوروبي لكرة السلة (الإنجليزية)
- دوشان جورجفيتش على موقع كرة السلة الأوروبية.كوم (الإنجليزية)
- دوشان جورجفيتش على موقع ريلجم (الإنجليزية)
- دوشان جورجفيتش على موقع بروبوليرز (الإنجليزية)
- دوشان جورجفيتش على موقع سبورتس رفرنس (الإنجليزية)